# Батенбург
Батенбург (на нидерландски: Batenburg) е бивш град, днес част от община Вихен в Гелдерланд, Нидерландия с 655 жители (на 1 януари 2016).
Намира се между реките Маас и Ваал на около 15 km западно от Неймеген. На 1 януари 1984 г. общината Батенбург става част от Вихен.
Батенбург получава през 1349 г. права на град. Господарите му са фамилията Батенбург.
- Батенбург, цъкрвата Св. Викторкерк
- Замъкът Батенбург, руина 2015